# 大公岛灯塔
35°57′36.5″N 120°29′31.8″E / 35.960139°N 120.492167°E
大公岛灯塔位于中国山东省青岛市崂山区黄海海域的大公岛上，最初为建于德占时期的信号灯柱。

## 位置
大公岛位于黄海海域，距陆地14.8公里，面积仅为0.1555平方公里，行政上属崂山区中韩街道办事处管辖。

## 历史
1908年，为了为自青岛前往烟台、大连等港口的船只提供导航，总督府港务局在大公岛顶部设立了一座可见距离为4海里的红色信号灯柱。1914年青岛战役期间曾被毁。1915年7月由日本当局复建。1931年青岛市政府在东侧的小公岛上设立了一座无人值守的电石气灯灯塔，可见距离为11海里。抗战期间灯塔再次被破坏，1946年修复。1988年9月，灯塔再次重建，改为高10.4米的白色玻璃钢质灯塔。1996年7月重建时迁移位置。

### 文章
- 王栋, , 青岛画报, 2015-05

### 书籍
- 《山东省志·海事志（1861-2005）》，《山东省志》编纂委员会编，山东人民出版社，2006年[页码请求]